# آرشي فليتشير
آرشي فليتشير (بالإنجليزية: Archie Fletcher)‏ هو كاتب أغاني وملحن أمريكي، ولد في 24 أبريل 1890، وتوفي في 18 يونيو 1974.